# فرانكلين باوتيستا
فرانكلين باوتيستا هو سياسي فلبيني، ولد في 1 أبريل 1952. حزبياً، نشط في بارتيدو ليبرال (بيليبيناس). وقد انتخب عضو مجلس النواب في الفلبين.